# Menemerus tropicus
Menemerus tropicus är en spindelart som beskrevs av Wesolowska 2007. Menemerus tropicus ingår i släktet Menemerus och familjen hoppspindlar. Inga underarter finns listade i Catalogue of Life.